# Dmitri Bîkov
Dmitri Lvovici Bîkov (în rusă Дмитрий Львович Быков, IPA: [ˈdʲmʲitrʲɪj ˈlʲvovʲɪtɕ ˈbɨkəf] ( asculta); n. 20 decembrie 1967) este un scriitor, poet și jurnalist rus. El este, de asemenea, cunoscut ca biograf al lui Boris Pasternak, Bulat Okudjava și Maxim Gorki.
Fiind unul dintre cei mai prolifici scriitori contrmporani ruși, el a dobândit în ultimii ani o recunoaștere suplimentară pentru biografia lui Boris Pasternak, publicată în 2005. Biografia i-a adus în 2006 premiul pentru cea mai vândută carte națională (în rusă Национальный бестселлер) și premiul Cartea Mare (în rusă Большая Книга). Mai târziu, el a scris biografii ale lui Maxim Gorki și Bulat Okudjava.
Bîkov a absolvit Facultatea de Jurnalism de la Universitatea de Stat din Moscova. Ca jurnalist și critic, Bîkov a fost scris pentru revista Ogoniok din 1993. El a avut periodic, de asemenea, o emisiune la postul de radio Ecoul Moscovei, care a continuat cel puțin până la începutul anului 2008. Anterior, el a fost una dintre gazdele influentei emisiuni TV Vremeciko.
În 2008 a fost lansat un documentar numit Virginitatea (în rusă Девственность), în care Bîkov a fost co-scenarist.
În 2009 Bîkov a fost numit redactor-șef adjunct al revistei săptămânale Profil. El este, de asemenea, redactor-șef al revistei literare lunare Ce să citim (Что читать).
Împreună cu actorul Mihail Efremov, el a creat proiectul Poetul Cetățean (un joc de cuvinte inspirat de poezia „Poet și Cetățean” a lui Nikolai Nekrasov). Eremov citește poezii, scrise de Bîkov, care sunt, de obicei, comentarii satirice cu privire la societatea, politica și cultura rusă contemporană. Fiecare poezie parodiază stilul unui poet celebru din trecut, printre care Pușkin, Nekrasov sau Kipling. Proiectul cultural a fost inițial difuzat pe Dozhd TV, dar emisiunile au fost sistate deoarece poeziile erau prea critice față de guvernul rus. În prezent, spectacolul este găzduit în format audio de postul de radio Ecoul Moscovei.

## Scrieri

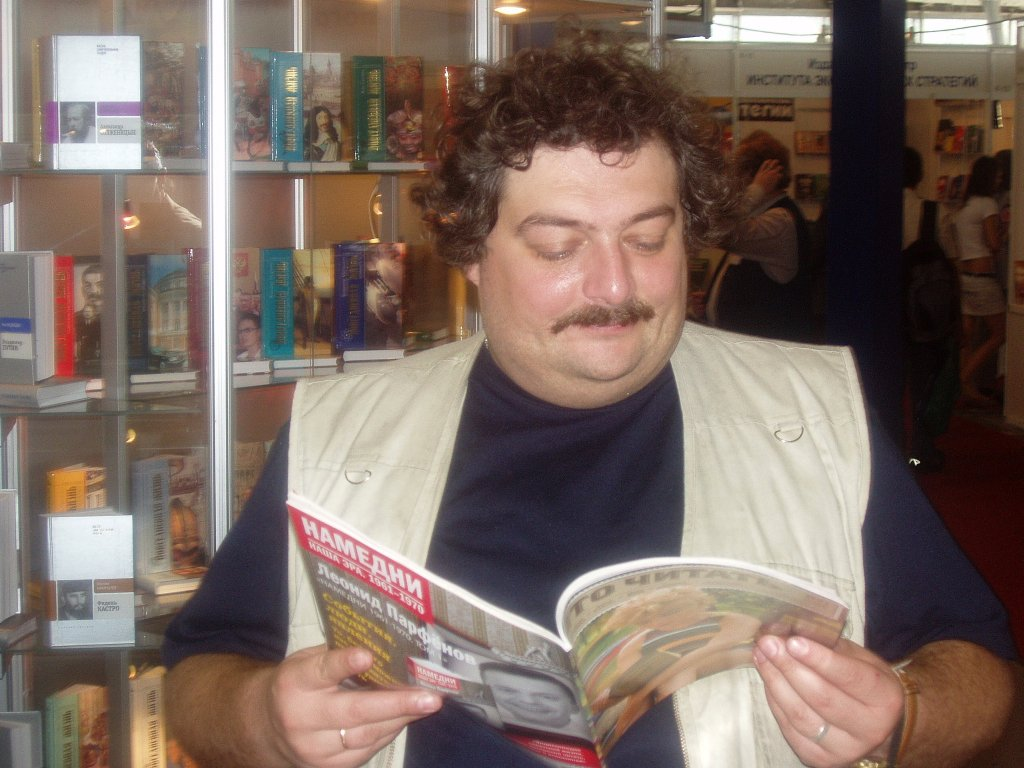
Dmitri Bîkov

### Proză de ficțiune
- Justification («Оправдание», 2001)
- Orthography («Орфография», 2003)
- In the World of Animals: A Children's Book for Adults, An Adults' Book for Children, cu Irina Lukianova («В мире животиков. Детская книга для взрослых, взрослая книга для детей», 2005)
- How Putin Became President of the USA: New Russian Fairy Tales («Как Путин стал президентом США: новые русские сказки», 2005)
- Truth, cu Maksim Certanov («Правда», 2005)
- Removal Service («Эвакуатор», 2005)
- ZhD («ЖД», 2006)
- ZhD Sort Stories («ЖД-рассказы», 2007)
- Listed out («Списанные», 2008)
- Ostromov, or The Magician's Apprentice («Остромов, или Ученик чародея», 2010)
- Farewell to the Cuckoo («Прощай, кукушка», 2011)
- Male Carriage («Мужской вагон», 2012)
- X («Икс», 2012)
- The Signals, cu Valeria Jarova («Сигналы», 2013)
- The Block: A Walktrough («Квартал: прохождение», 2014)

### Biografii
- Boris Pasternak («Борис Пастернак», 2005)
- Was Gorky real? («Был ли Горький?», 2008)
- Bulat Okudjava («Булат Окуджава», 2009)

### Cărți de eseuri
- The Debauchery of Work («Блуд труда», 2003)
- Chronicles of Immediate War («Хроники ближайшей войны», 2005)
- In Place of Life («Вместо жизни», 2006)
- In a Void («На пустом месте», 2008)
- Thinking the World («Думание мира», 2009)
- And Practically Everybody («И все-все-все», 2009, 2011)
- The Calendar. Speaking of Essential Things («Календарь. Разговоры о главном», 2010)
- The Calendar 2. Debating the Undebatable («Календарь-2. Споры о бесспорном», 2012)
- The Secret Russian Calendar. Most important dates («Тайный русский календарь. Главные даты», 2012)
- The Short Course of Soviet Literature («Советская литература. Краткий курс», 2012). republicată ulterior cu titlul The Advanced Course of Soviet Literature («Советская литература. Расширенный курс»)

### Poezie
- Declaration of Independence («Декларация независимости», 1992)
- A Letter to a Young Man («Послание к юноше», 1994)
- Military Coup («Военный переворот», 1996)
- Reprieve («Отсрочка», 2000)
- The Recruit («Призывник», 2003)
- Chain Letters («Письма счастья», 2006)
- Last Time («Последнее время», 2007)
- The Report («Отчет», 2010)
- New Chain Letters («Новые письма счастья», 2010)
- Actually («На самом деле», 2011)
- New and Newest Chain Letters («Новые и новейшие письма счастья», 2012)
- Bliss («Блаженство», 2014)

### Dramă
- The Bear («Медведь», 201O)